# Maxim Wassiljewitsch Lykow
Maxim Wassiljewitsch Lykow (russisch Максим Васильевич Лыков; englische Transkription Maxim Vasilievich Lykov; * 21. September 1987 in Balaschicha) ist ein professioneller russischer Pokerspieler. Er gewann 2009 das Main Event der European Poker Tour und 2011 ein Bracelet bei der World Series of Poker.

## Persönliches
Lykow kam vom E-Sport zum Poker. Er lebt in Moskau.

## Pokerkarriere
Lykow spielt online auf allen gängigen Plattformen unter verschiedenen Nicknames. Seine Onlinepoker-Turniergewinne liegen bei über 6 Millionen US-Dollar, wobei der Großteil als  $uperdecay auf PokerStars und kaketka auf Full Tilt Poker gewonnen wurde.
Seine erste Geldplatzierung bei einem Live-Turnier erzielte Lykow Mitte Mai 2009 in Moskau. Im Juni 2009 war er erstmals bei der World Series of Poker (WSOP) im Rio All-Suite Hotel and Casino am Las Vegas Strip erfolgreich und belegte bei einem Shootout-Turnier den dritten Platz. Zwei Monate später gewann er als erster Russe das Main Event der European Poker Tour (EPT) in Kiew. Dafür setzte er sich gegen 295 andere Spieler durch und erhielt ein Preisgeld in Höhe von 330.000 Euro. Anfang Mai 2011 erreichte Lykow erneut den Finaltisch eines EPT-Main-Events und landete im italienischen Sanremo auf dem vierten Platz für 290.000 Euro. Bei der WSOP 2011 gewann er ein Turnier der Variante No Limit Hold’em und damit ein Bracelet sowie sein bisher höchstes Live-Preisgeld von rund 650.000 US-Dollar.
Insgesamt hat sich Lykow mit Poker bei Live-Turnieren knapp 4 Millionen US-Dollar erspielt.